# Галерея Саклера
Галерея Артура Са́клера (англ. Arthur M. Sackler Gallery) — музей азійського мистецтва, який знаходиться в центрі м. Вашингтон, США на Національній алеї. Входить до Смітсонівського інституту. Колекція цього музею налічує 9 тис. 917 виробів мистецтва з країн Азії.